# Max Felgentreu
Max Felgentreu (* 13. Juni 1874 in Luckenwalde, Landkreis Jüterbog-Luckenwalde, Provinz Brandenburg; † 1952 auf Langeoog) war ein deutscher Landschaftsmaler der Düsseldorfer Schule.

## Leben
Felgentreu war um 1900 Schüler von Julius Bergmann an der Kunstakademie Düsseldorf. Von 1904 bis 1924 hatte er ein Atelier im Quartier Monti della Trinità (Monte Trinità) bei Locarno im Kanton Tessin. Das Atelier hatte er mit dem Maler Ferdinand Schmoll, ebenfalls einem Schüler der Düsseldorfer Akademie, und dessen Ehefrau, der Malerin und Biologin Carolina Wagner (1877–1951), zusammen errichtet. 1932 lebte er in Bad Langenau, Niederschlesien.
Felgentreu schuf Landschaften mit schlichten Motiven. 1910 war er mit Tessiner Landschaften Teilnehmer einer Gruppenausstellung im Zunfthaus zur Waag in Zürich. Im gleichen Jahr war er in Zürich auf der Schweizerischen Nationalen Kunstausstellung vertreten, 1911 auf der 2. juryfreien Kunstausstellung in München.